# Su Xinyue
Su Xinyue (née le 8 novembre 1991) est une athlète chinoise, spécialiste du lancer de disque.

## Biographie
Son meilleur lancer est de 61,67 m à Chonburi le 8 mai 2013. À Pune, elle devient championne d'Asie 2013.
Le 21 mai 2016 à Halle, au terme d'un meeting très élevé, Xinyue se classe 3e du concours avec un jet à 65,40 m (record personnel), derrière l'Allemande Julia Fischer (68,49 m) et la Cubaine Denia Caballero (66,41 m).

## Palmarès
| Date | Compétition           | Lieu           | Résultat | Marque  |
| ---- | --------------------- | -------------- | -------- | ------- |
| 2013 | Championnats d'Asie   | Pune           | 1re      | 55,88 m |
| 2015 | Championnats d'Asie   | Wuhan          | 1re      | 63,90 m |
| 2015 | Championnats du monde | Pékin          | 8e       | 62,90 m |
| 2016 | Jeux olympiques       | Rio de Janeiro | 5e       | 64,37 m |
| 2017 | Championnats du monde | Londres        | 7e       | 63,37 m |
| 2018 | Coupe du monde        | Londres        | 2e       | 62,62 m |

## Records
| Épreuve          | Performance | Lieu  | Date        |
| ---------------- | ----------- | ----- | ----------- |
| Lancer du disque | 65,40 m     | Halle | 21 mai 2016 |